# Пречистенка
Улица Пречи́стенка (до 1658 года — Черто́льская, Покро́вская, затем Пречи́стенская, Пречи́стенка, в 1921—1990 годах — Кропо́ткинская) — улица в городе Москве, в районе Хамовники Центрального административного округа. Проходит от площади Пречистенские Ворота до Зубовской площади, расположена между улицами Остоженка и Арбат. Нумерация домов ведётся от площади Пречистенские Ворота.

## Происхождение названия
Название дано в 1658 году по иконе Пречистой Божией Матери Смоленской, хранившейся в Новодевичьем монастыре, куда вела улица.

## История
В XVI веке по трассе улицы проходила дорога из Кремля в Новодевичий монастырь, основанный в 1524 году великим князем Василием III в память освобождения Смоленска от польского владычества. Городская застройка вдоль улицы начала формироваться в последней трети XVI века, после учреждения опричнины, в которую по повелению Ивана Грозного была включена Чертольская улица «з Семчиньским селцом и до всполья…». Новая улица стала продолжением ранее существовавшей Чертольской улицы, от которой и заимствовала своё первоначальное название. Также именовалось Покровской, по надвратной церкви Покрова Пресвятой Богородицы в Новодевичьем монастыре. В современных пределах оформилась в конце XVI века, получив начало у Чертольских ворот Белого города, а завершение у одноименных ворот Скородома (Деревянного города).
В XVII веке большую часть правой стороны загородной части Чертольской улицы занимали дворы Конюшенной слободы, за которой с середины столетия размещалась слобода стрелецкого приказа головы Афанасия Ивановича Лёвшина. По его фамилии получили свои названия современные Лёвшинские переулки. На противоположной стороне улицы, возле укреплений Земляного города располагалась слобода другого стрелецкого приказа, основанного в 1633 году. Его первым командиром стал Иван Алферьевич Бегичев. В 1650—1670-е годы приказом командовали отец и сын Зубовы — Дмитрий Иванович и Иван Дмитриевич, по фамилии которых образовалось название местности — «Зубово», в свою очередь давшее позднее имена близлежащим Зубовскому бульвару и площади. Последним командиром полка стал стольник Тихон Христофорович Гундертмарк. При нём зубовские стрельцы приняли участие в Азовских походах Петра I, а затем в известном стрелецком бунте 1698 года. После его подавления большая часть местных стрельцов была казнена во время массовых стрелецких казней. Их соседи — бывшие левшинские стрельцы при новом командире Михаиле Фёдоровиче Сухареве, после окончания Азовских походов были определены на «вечное житьё» в Киев. Слободы обоих стрелецких полков были упразднены по царскому указу в 1699 году.
С конца XVII века Пречистенка стала постепенно превращаться в одну из наиболее популярных среди московского дворянства улиц. Фамилии её именитых домовладельцев сохранились в названии переулков — Всеволожского, Лопухинского, Еропкинского и т. д. Вплоть до 1930-x годов на Пречистенке сохранялись обширные усадьбы Хрущёва и Степанова, заложенные ещё при Екатерине II. Однако, во второй половине XIX века земля перешла в купеческие руки, и в списке домовладельцев появились Морозовы и Коншины.
В 1921 году Пречистенка была переименована в Кропоткинскую в честь русского революционера-анархиста Петра Кропоткина, который родился в одном из Пречистенских переулков — в Штатном (с 1921 года — Кропоткинский). Историческое название улице было возвращено 5 ноября 1990 года.

## Примечательные здания и сооружения

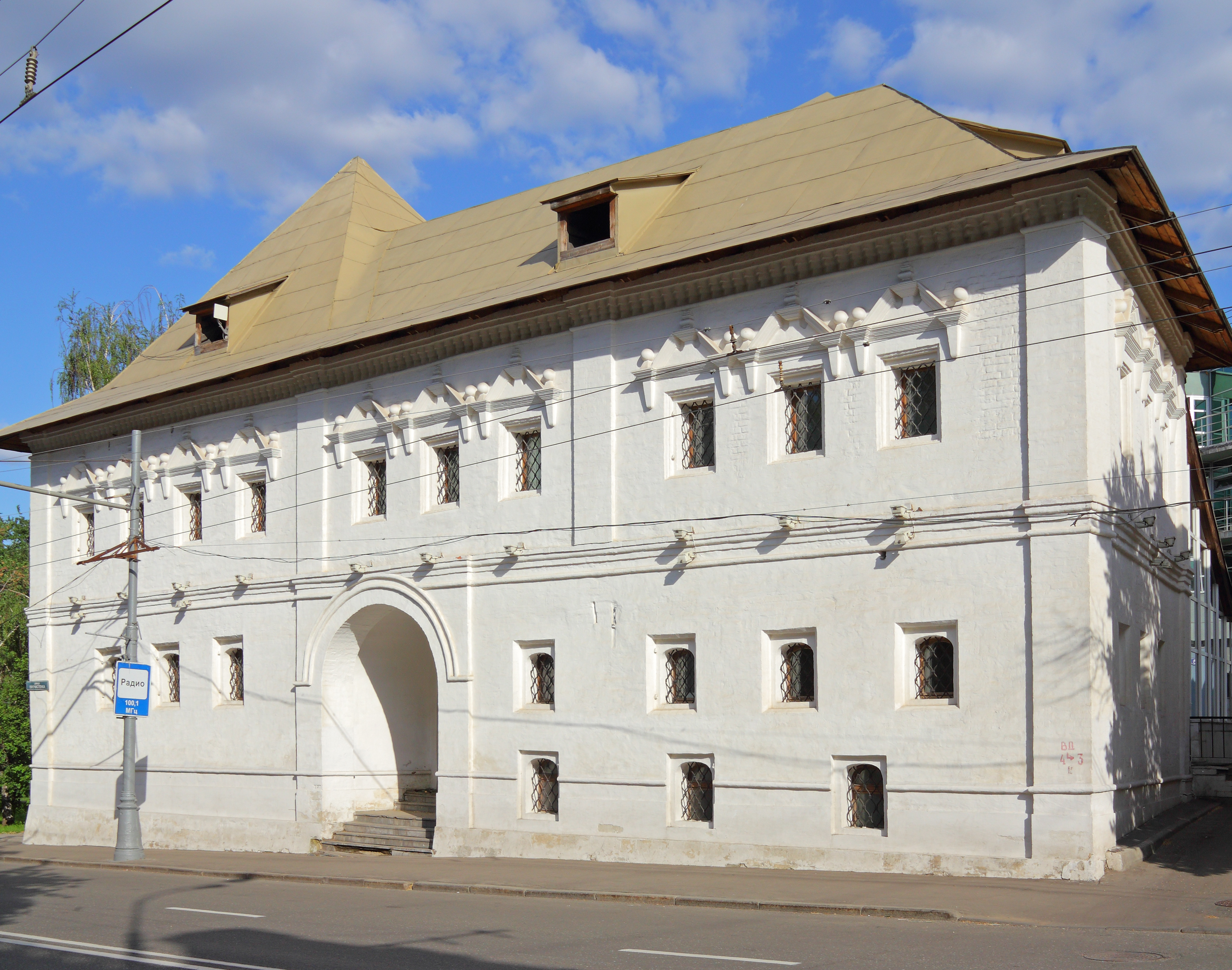
Белые палаты на Пречистенке

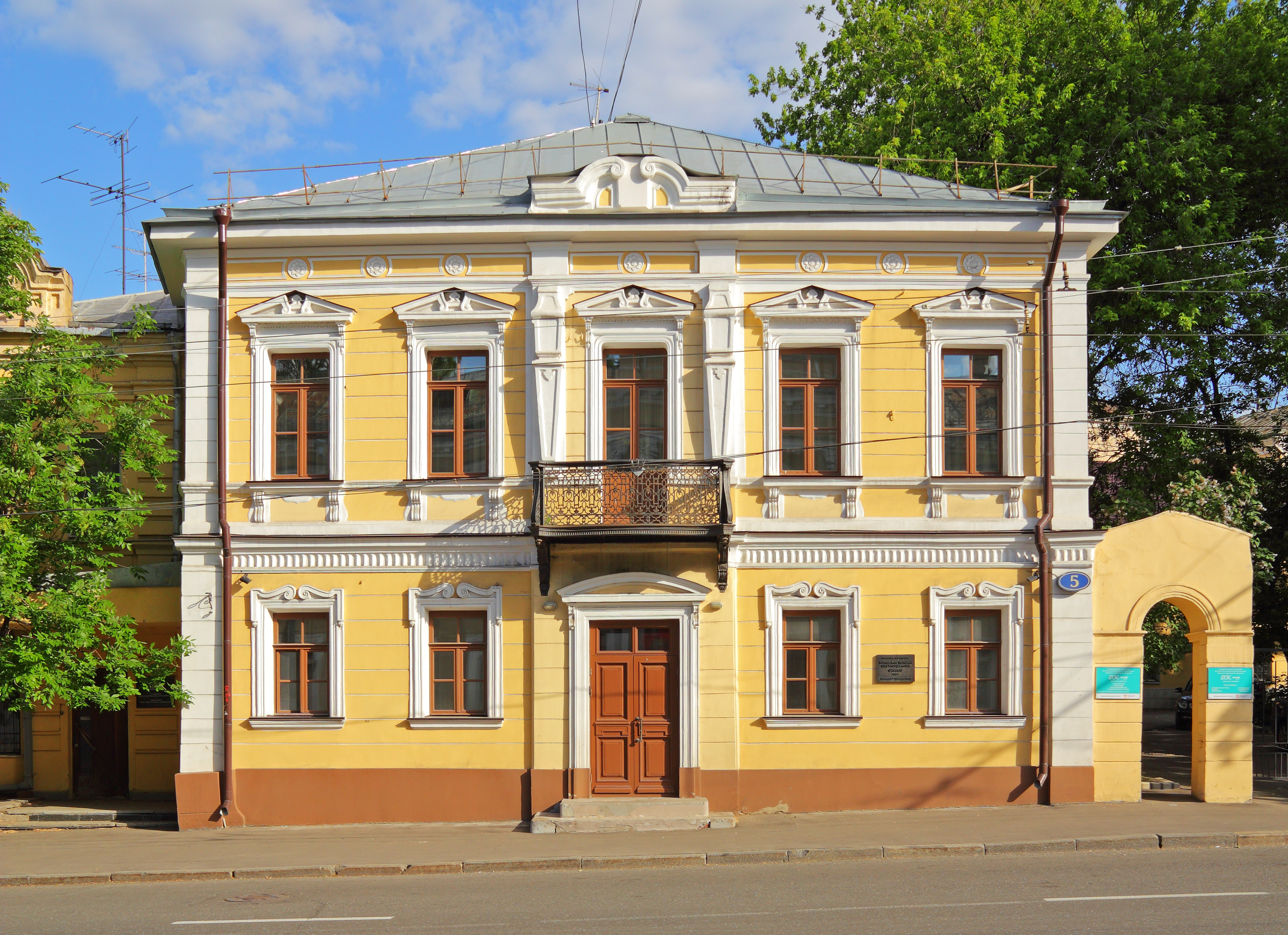
Городская усадьба (дом № 5)

### По нечётной стороне
- № 1/2 — палаты XVII века («Белые палаты») — главный дом усадьбы князя Бориса Прозоровского, объект культурного наследия федерального значения[4]. Отстроен в два этапа в 1685 году. В 1995 году отреставрирован[5][6]. В январе 2009 года на тротуаре перед зданием произошло убийство адвоката Станислава Маркелова и журналистки Анастасии Бабуровой.
- № 5, стр. 1 — дом княжны Салтыковой-Головкиной (1-я треть XVIII века; 2-я половина XIX века)[7].
- № 7 — городская усадьба В. А. Всеволожского (конец XVIII века; 1810—1820; 1844; 1867 — переделка фасадов)[7]. В 1870-х годах в здании размещался Политехнический музей; в 1920-х годах — редакция газеты «Красный воин». По имени домовладельца назван выходящий на Пречистенку Всеволожский переулок[8].

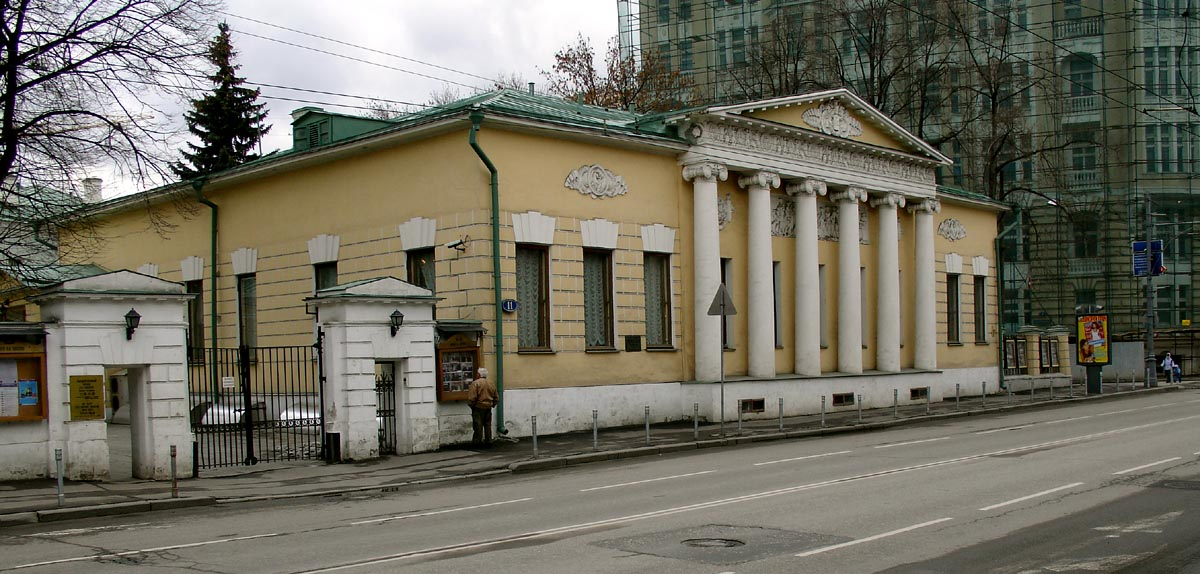
Музей Л. Н. Толстого на Пречистенке

- № 9 — доходный дом Е. А. Костяковой (1910, архитектор Н. И. Жерихов)[7]. В доме жил пианист и композитор А. Б. Гольденвейзер[9].
- № 11,  памятник архитектуры (федеральный) — главный дом городской усадьбы Лопухиных-Станицких (1817—1822, архитектор А. Г. Григорьев[7]; перестроен в 1895 году С. У. Соловьёвым), с 1920 года — Государственный музей Л. Н. Толстого[8]. Во дворе находится памятник Л. Н. Толстому (1913, скульптор С. Д. Меркуров, гранит), перенесённый в 1972 году из сквера Девичьего поля[4]. В телефонном справочнике 1908 года по этому адресу указывался телефон Ф. П. Рябушинского. До 1917 года в доме жил промышленник и московский городской голова М. В. Челноков[10].
- № 13/7, стр. 1,  ЦГФО — доходный дом Я. А. Рекка (1911—1913, архитектор Г. А. Гельрих)[4][7]. Реконструирован в 2011 году по проекту архитектурного бюро Project-Z (архитектор Александр Зеликин). В здании устроен панорамный лифт, в подземной части — двухуровневый паркинг.
- № 15 — жилой дом (Тверское отделение Дамского попечистельства о бедных) (1-я треть XVIII века; 2-я половина XIX века)[7].
- № 17/9 — доходный дом (1874, архитектор А. Л. Обер), в основе — палаты XVIII века.
- № 17, 17/10 — усадьба Бибиковых — Давыдова, принадлежала полицмейстеру Н. П. Архарову, перестроившему в 1770-х палаты начала XVIII века в стиле раннего классицизма. Затем усадьбой владел генерал Бибиков и поэт Д. В. Давыдов. После смены нескольких владельцев и череды перестроек в усадьбе разместилась женская гимназия С. А. Арсеньевой.

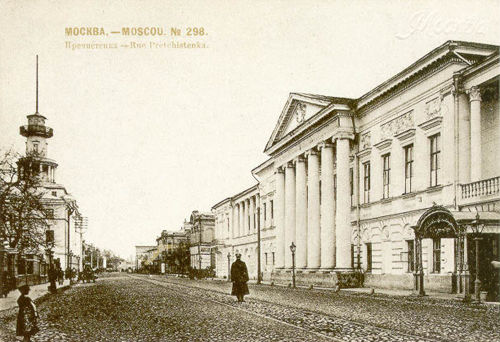
Пречистенка, д.22, д.19

- № 19/11, стр. 1 — дом князя А. Н. Долгорукова (1780-е, архитектор М. Ф. Казаков (предположительно); 1847; 1869[7]), объект культурного наследия регионального значения[4]. Построенный в 1780-х годах дом горел в 1812 году и отстраивался до 1847 года. В 1869 году здесь появилось Александро-Мариинское учебное заведение для благородных девиц, принадлежавшее генеральше Чертовой. В конце 1921 года сюда переехала часть Военной академии РККА. С 1992 по 1997 год размещалась Центральная телевизионная и радиовещательная студия МО РФ. Ныне здесь — музейно-выставочный комплекс Российской Академии художеств Галерея искусств Зураба Церетели.

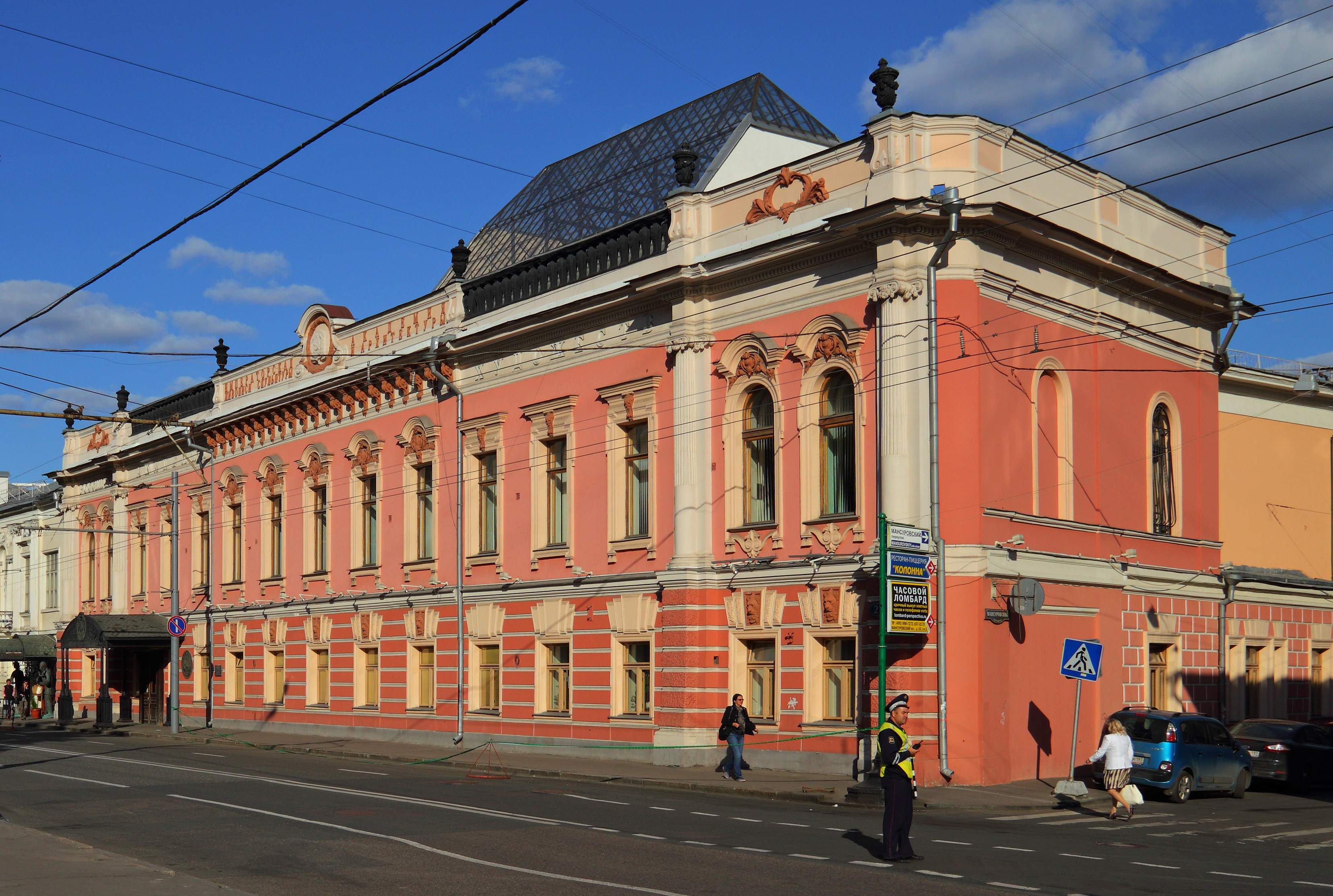
Дом Морозова

- № 21/12  771420300650006 — дом графа С. П. Потёмкина, позже — И. А. Морозова (XVIII — начала XIX века; неоднократно перестраивался: в 1871 году — архитектором П. С. Кампиони; в 1872 году — А. С. Каминским; в 1890-х годах — М. И. Никифоровым; в 1904—1906 годах — Л. Н. Кекушевым[7]). В 1918—1948 годах здесь размещался Музей нового западного искусства[4]. С 1948 года в зданиях усадьбы размещаются Президиум Российской академии художеств (РАХ), Институт теории и истории изобразительных искусств РАХ и выставочные залы РАХ. В конце 1990-х годов была проведена полная реставрация главного здания усадьбы.

№ 21/12, стр. 5 — усадебный служебный корпус в составе ансамбля усадьбы А. И Морозова.
- № 23/16/15, стр. 1  памятник архитектуры (вновь выявленный объект) — главный дом городской усадьбы А. И. Татищева — А. Ф. Лопухина. Построенное ещё в 1802 году, после пожара 1812-го здание было перестроено для Татищева. В 1860-м был добавлен лепной декор фасадов. В 2005 году дом снесли по заказу «Аркада Траст», хотя в охранном обязательстве значилось сохранение фасадной стены в оригинальном облике, он был воссоздан с искажениями[4][11].
- № 25 — доходный дом Н. А. Улих (1911—1912, архитектор В. А. Рудановский)[7]
- № 27 — доходный дом А. П. Половинкина (1910—1911, архитектор В. К. Кильдишев)[7]
- № 29 — доходный дом (1910, архитектор А. А. Остроградский)
- № 31/16 — жилой дом сотрудников милиции (1935—1937, архитектор З. М. Розенфельд)[7][8][12]. До 1933 года на этом месте стояла церковь Троицы Живоначальной в Зубове[13].
- № 33/19, стр. 1 — доходный дом (1905, архитектор С. Ф. Воскресенский)
- № 33/19, стр. 2 — Объект культурного наследия регионального значения[14]: жилой дом (1782—1785; 1786; XIX век) Павла Ивановича Голохвастова Архивная копия от 1 апреля 2022 на Wayback Machine — дяди Александра Герцена[15]. Дом расселен в 2005 году и до сих пор пустует. До отмены инвестконтракта города с ЗАО «Баркли Строй» в 2009 году и признания объектом культурного наследия регионального значения в 2011 году дом вместе с другими строениями участка находился под угрозой реконструкции. Здание остается в собственности города в лице Департамента имущества и было включено в планы по реставрации на 2013 год, однако работы не начались. В 2014 году утверждены охранные обязательства. Состояние здания характеризуется как «местами аварийное, со следами протечек в потолке и частично незаполненными оконными проемами». Утрачены балкон и белокаменное крыльцо XVIII века[16]. В январе 2017 года Москва выставила на продажу[17] помещения площадью 144 м², расположенных на первом этаже дома. В апреле 2017 года власти Москвы выставили на торги две квартиры на первом этаже (повторно) и нежилые помещения подвала здания. Инвесторы должны провести в купленных помещениях ремонтно-восстановительные работы и приспособить под современное использование. При этом архитектурные решения на объекте должны быть сохранены. Организатор аукциона — Департамент города Москвы по конкурентной политике[18].
- № 35 р — Объект культурного наследия федерального значения городская усадьба П. А. Самсонова[19]:
- № 35, стр. 1 — Главный дом городской усадьбы П. А. Самсонова. Деревянный дом с мезонином выстроен в стиле ампир в 1813—17 годах на каменном полуподвале, по красной линии улицы, украшен стройным нарядным шестиколонным портиком коринфского ордера. Построен на месте дома 1802 года постройки, сгоревшего в Московском пожаре 1812 года (сохранился цокольный этаж с подвалами).
- № 35, стр. 2 — восточный флигель усадьбы П. А. Самсонова, выстроенной в 1813—1816 годах в стиле ампир на фундаментах строений XVIII века. В 1820 году усадьба была приобретена надворным советником камер-коллегии Петром Александровичем Самсоновым, жившим по соседству, поэтому все владение по традиции называют усадьбой Самсоновых-(Голубевых)[20]. В 1836—1838 годах выстроен левый каменный флигель усадьбы (стр. 2), «в стиле позднего ампира», дополнивший вид усадьбы[21]. Вместе с флигелем законченность владению придали въездные ворота на двор усадьбы. Впоследствии все здания во владении несколько раз переделывались, в частности профессором Московского университета А. А. Альфонским (1860-е годы), без изменений красной линии Пречистенки. Последняя значительная перепланировка территории с устройством квартир была сделана для последних владельцев усадьбы фон Мекков (по проекту инж. У. Дравульского), так как глава семьи и крупного российского железнодорожного предприятия Николай Карлович фон Мекк, после приобретения (по некоторым источникам — в 1911 году[22]) владения разместил здесь конторы, гаражи и жилье для своих служащих[23].
Пустующий флигель в имущественном отношении отторгнут от исторического владения, вместе с соседним домом Голохвастова (Пречистенка, 33/19) входил в инвестиционный контракт города с компанией «Баркли Строй», в этой части контракт предполагал реставрацию. В 2006—2007 годах проводились работы по фасадам, укреплялись фундаменты и несущие конструкции здания, которые были прерваны после расторжения инвестконтракта в 2009 году. Пустующее здание, как остающееся в жилом фонде, перешло на баланс Департамента жилищной политики. В 2014 году оформлено охранное обязательство. По данным марта 2015 года, памятник находится в ведении Департамента городского имущества. Признан аварийным[23]. В январе 2017 года Москва выставила на продажу помещения площадью 118 м² — три квартиры, расположенные на первом и втором этажах. Таким образом, у потенциального покупателя есть возможность оборудования двухуровневых апартаментов. Организатор аукциона — Департамент города Москвы по конкурентной политике[17]. В марте 2017 года Департамент города Москвы по конкурентной политике повторно организовал торги по продаже жилых помещений первого и второго этажа, выставив дополнительно на аукцион отдельным лотом нежилое помещение — подвал флигеля. Активы принадлежат Москве и находятся в имущественной казне города[24].
- № 35, стр. 4 — Бывшие конюшни усадьбы П. А. Самсонова, 1911 г.
- № 35, стр. 5 — западный флигель усадьбы П. А. Самсонова, 1879 г.
- № 37 — особняк М. Н. Макшеева-Мошонова (1901, архитектор А. О. Гунст).
- № 39 — доходный дом Лихутина (1-я очередь (по Пречистенке) — 1892, архитектор А. А. Остроградский; 2-я очередь (по Зубовскому бульвару) — 1913, архитектор И. С. Кузнецов). В доме жила поэтесса и художница Поликсена Соловьёва[25].

В 1899—1900 годах квартиру в этом доме снимал М. А. Врубель, здесь он работал над своими знаменитыми картинами «Пан» и «Царевна-Лебедь». В гостях у художника бывал приезжающий из Петербурга композитор Н. А. Римский-Корсаков. Также в этом доме в 1881—1897 годах бывал наездами философ В. С. Соловьёв.

### По чётной стороне

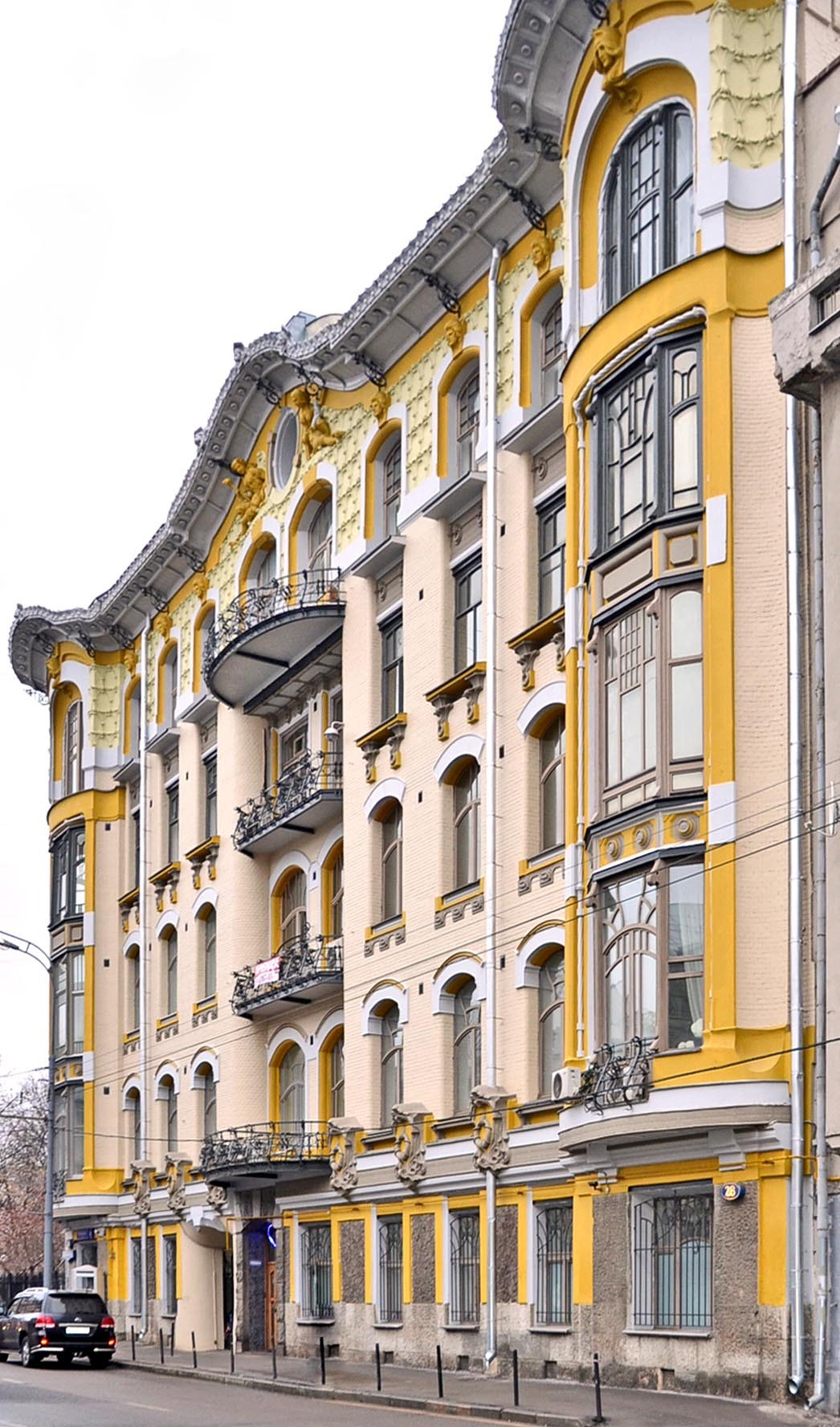
Доходный дом И. П. Исакова (№ 28)

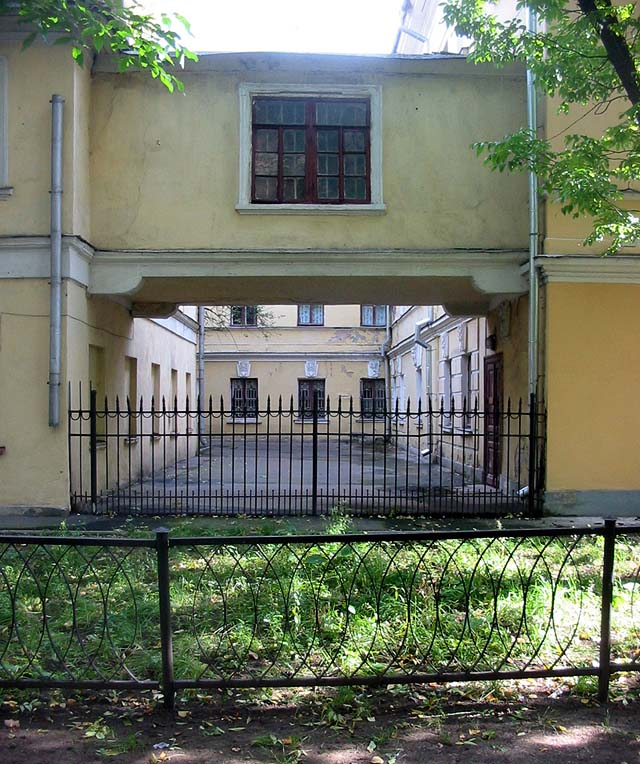
Поливановская гимназия (№ 32)

- № 4 — дом С. И. Волконской (конец XVIII — начало XIX веков; 1817)[7]
- № 6  7736576000 — аптека А. Форбрихера[7] («Пречистенская Аптека») (1780-е; XVIII—XIX века). Аптека в здании размещается с 80-х годов XVIII века[4]. В доме жил архитектор С. В. Барков[26].
- № 8  7739014000 — городская усадьба XVIII века, в основе главного дома — палаты XVII века (документально известны с 1752 года[27][28]). В 1777 году генерал-поручик, участник Семилетней войны и суда над Пугачёвым Яков Протасов[29] придал дому П-образный план, пристроив со двора ризалиты. В 1794 году усадьба перешла к княгине С. И. Волконской, затем к купцу С. Милякову, с конца XIX века и до 1917 года принадлежало Истоминым. При них главный фасад дома получил новый облик по проекту архитектора К. Ф. Буссе. Структура усадьбы целиком сохранялась до 1997 года. Главный дом расселен и пустует, за исключением торгового помещения в первом этаже. Ветхий балкон затянут сеткой. В 2014 году проходил экспертизу проект реставрации памятника. В июле 2017 года выполнен ремонт фасада в рамках программы «Моя улица», хотя памятник нуждается в полноценных ремонтно-реставрационных работах[27]. В августе 2017 года Хамовническим районным судом города Москвы по материалам, направленным в суд Департаментом культурного наследия города Москвы, ООО «ЦентрЖилСервис-2010» привлечено к ответственности в виде административного штрафа в размере 400 000 (четыреста тысяч) рублей за невыполнение в установленный срок предписания получить разрешение на проведение работ по реставрации и приспособлению выявленного объекта культурного наследия[30]. В мае 2018 года решением арбитражного суда исковые требования Департамента культурного наследия города Москвы удовлетворены. ООО «ЦентрЖилСервис-2010» обязано разработать и согласовать с Департаментом культурного наследия города Москвы проектную документацию на проведение работ по сохранению ОКН и приспособлению его для современного использования, а также выполнить работы по сохранению памятника по согласованной проектной документации[31]. В конце мая 2018 года на общественное обсуждение вынесен Акт государственной историко-культурной экспертизы[32] научно-проектной документации для проведения работ по сохранению ОКН, разработчик — ООО «Кляйневельт Архитектен» Архивная копия от 16 мая 2018 на Wayback Machine.
- № 10/2, стр. 1  7732315002 — главный дом городской усадьбы А. Т. Ржевского — Лихачёвых — М. Филиппа (В. А. Обрезковой) (середина XVIII — 1-я половина XIX в.; перестроен в 1890 году архитектором Н. Г. Лазаревым; 1907[7]), объект культурного наследия регионального значения[4]. В 1839—1842 гг. владельцем усадьбы был декабрист М. Ф. Орлов. Здесь в 1885 году жил художник-пейзажист И. И. Левитан, в 1915 году — поэт Б. Л. Пастернак. В конце XIX века дом принадлежал В. А. Хлудовой; В 1942—1948 в здании работал Еврейский антифашистский комитет[33].
- № 12/2 стр.1-7, 10 — усадьба Хрущёвых-Селезнёвых (1814—1816, архитектор А. Г. Григорьев[7], также в числе авторов называют Доменико Жилярди[34]); зимний сад пристроен в 1881 году архитектором Н. А. Артемовским), объект культурного наследия федерального значения[4]. Памятник воспитанникам московских специальных артиллерийских школ, проявивших мужество и героизм в Великой Отечественной войне. В главном доме на углу Хрущевского переулка — музей А. С. Пушкина.
- № 12/2 стр.10 — Садовый павильон усадьбы Хрущёвых-Селезнёвых.
- № 12/2/1, стр. 8 — школьное здание (1930-е, архитекторы М. О. Барщ, Г. А. Зундблат)[35].
- № 12/2 стр.9  771410972190056 — Палаты XVII века (№ 3 по Чертольскому переулку).
- № 14 — Жилой дом А. И. Матвеевой, 1875 года постройки (на основе палат XVII века). Архитектор — А. С. Каминский
- № 16/2, стр. 1,  памятник архитектуры (федеральный) — дом Александры Ивановны Коншиной (1-я пол. XVIII в.; перестройка: 1908—1910, архитектор А. О. Гунст; новая часть (справа) — 1932, архитекторы братья Веснины[7])[4]. На этом месте до пожара 1812 года находился дом И. П. Архарова; пепелище в 1818 году купил Иван Александрович Нарышкин, который построил новое здание; затем владельцем стал Мусин-Пушкин; позднее дом перешёл к княгине Гагариной, потом к князьям Трубецким, наконец, в 1865 году у Трубецких усадьбу приобрёл на имя жены Александры Ивановны Коншиной, миллионер-фабрикант Иван Николаевич Коншин (в 1867 году усадьба была перестроена первый раз). Перед Октябрьской революцией особняком владел предприниматель А. И. Путилов. С 1922 года здесь размещается Дом учёных.
- № 20 — Жилой дом А. П. Ермолова (1-я половина XIX в.; 1873 — переделка фасадов, архитектор А. С. Каминский)[7]. В этом доме жил и в 1861 году умер герой Отечественной войны 1812 года А. П. Ермолов; до 1884 года владельцем был В. Д. Коншин, затем — В. И. Фирсанова, а с 1900 года — предприниматель-миллионер А. К. Ушков[36]; с начала 1920-х годов в здании размещалась хореографическая студия А. Дункан (после отъезда Айседоры за границу в 1924 году ещё 4 года студией руководила Ирма Дункан, студия просуществовала до 1949 года[37]); в 1921—1924 гг. здесь жил и работал поэт С. А. Есенин. Объект культурного наследия федерального значения. Сегодня в здании располагается офис ГлавУпДК при МИД России.
- № 22,  памятник архитектуры (федеральный) — главный корпус Пречистенской пожарной части (Московское пожарное депо), в основе — жилой дом Н. И. Ртищева, А. П. Ермолова (1764; 1800-е; 1817—1820-е; 1835—1836, архитектор М. Ф. Казаков (предположительно); 1915)[4][7]. Здесь в 1834 году сидел под арестом А. И. Герцен.
- № 24 — доходный дом С. Ф. Кулагина (1904, арх. С. Ф. Кулагин) — «Калабуховский дом», дом профессора Преображенского в повести М. А. Булгакова «Собачье сердце». В рамках гражданской инициативы «Последний адрес» на доме установлены мемориальные знаки с именами инженера Иосифа Соломоновича Голынкера и генетика Соломона Григорьевича Левита[38], расстрелянных в годы сталинских репрессий. В базе данных правозащитного общества «Мемориал» есть имена шести жильцов этого дома, расстрелянных в годы террора[39]. Число погибших в лагерях ГУЛАГа не установлено.
- № 28  771410332390006 — доходный дом И. П. Исакова (Московского торгово-строительного акционерного общества) (1904—1906, архитектор Л. Н. Кекушев[40])[4].
- № 32/1 стр.1 — дом Охотникова, XVIII—XIX вв., построен заново вскоре после пожара 1812 года; здание много раз перестраивалось. В 1915—1917 годах при владелице В. И. Фирсановой главный дом перестраивался по проекту архитектора А. И. Таманяна[7]. В 1868—1917 гг. здесь размещалась частная мужская гимназия Л. И. Поливанова. Здесь учились В. С. Соловьёв, В. Я. Брюсов (исключенный за атеистические идеи из гимназии Креймана), Андрей Белый, М. A. Волошин, Вадим Шершеневич, Сергей Шервинский, Сергей Эфрон, Николай Позняков, шахматист Александр Алехин, сыновья Ф. М. Достоевского, Л. Н. Толстого, А. Н. Плещеева, А. Н. Островского и др.
- № 32/1, стр. 3  771420967900006 — Усадьба: Дом Степанова, Гимназия Поливанова, XVIII—XIX вв. Усадебный комплекс включает в себя главный дом (строение 1), два флигеля (строения 2 и 3) и два служебных корпуса (циркумференции, строения 7 и 8).
- № 32/1 стр. 2,3 — западный и восточный флигель (городская усадьба Степановых XIX в.)
- № 32/1 стр. 7,8 — Циркумференция[41] (служебный корпус) (скорее всего, конюшня) (городская усадьба Степановых XIX в.)
- № 36, стр. 2,  памятник архитектуры (вновь выявленный объект) — жилой дом Наумовых-Волконских (1833; 1897). С 1926 года в здании размещалась библиотека имени Н. К. Крупской[4]. С конца 1960-х годов в здании размещалась мастерская реставратора Саввы Ямщикова[42]. В 2016 году по итогам торгов по льготной программе «Рубль за метр» арендатором стало ООО «Технологии будущего». Внесён в Красную книгу Архнадзора (электронный каталог объектов недвижимого культурного наследия Москвы, находящихся под угрозой), номинация — реконструкция.[43]
- № 40/2 — доходный дом Л. М. Матвеевского (изменение фасадов, 1913, архитектор А. О. Гунст).

## Памятники и скульптуры
- Памятник В. И. Сурикову (2003, скульптор М. В. Переяславец, архитектор А. П. Семёнов)[44]. Установлен перед домом № 30/2.

## Транспорт
Метро: Кропоткинская, Парк культуры-радиальная, Парк культуры.
Автобус: м6, с755.

## Улица в произведениях литературы и искусства
Пречистенка упоминается в произведениях А. С. Пушкина, Б. Л. Пастернака, М. А. Булгакова.

Когда Потемкину в потемках 

Я на Пречистенке найду, 

То пусть с Булгариным в потомках 

Меня поставят наряду 

— А. С. Пушкин

«Пусть: раз социальная революция — не нужно топить. Но я спрашиваю: почему, когда началась вся эта история, все стали ходить в грязных калошах и валенках по мраморной лестнице? Почему калоши нужно до сих пор ещё запирать под замок? И ещё приставлять к ним солдата, чтобы кто-либо их не стащил? Почему убрали ковер с парадной лестницы? Разве Карл Маркс запрещает держать на лестнице ковры? Разве где-нибудь у Карла Маркса сказано, что 2-й подъезд калабуховского дома на Пречистенке следует забить досками и ходить кругом через чёрный двор? Кому это нужно? Почему пролетарий не может оставить свои калоши внизу, а пачкает мрамор?»
— М. А. Булгаков, Собачье сердце

Мир Пречистенки и Арбата…
— Борис Пастернак
- Возле дома № 14, согласно фильму «Гостья из будущего», троллейбус сбил Алису Селезнёву, перебегавшую Кропоткинскую улицу в погоне за космическими пиратами.